# Busia
Busia és una ciutat situada entre la frontera de Kenya i Uganda. La ciutat és un pas de frontera, igual que Malaba, una ciutat pròxima a aquesta. Segons el cens de 1999, la part de Kenya tenia 30.777 habitants.